# Música gnawa
Els Gnawa són una minoria ètnica que forma confraries místiques musulmanes. Amb origen als esclaus portats de l'Àfrica subsahariana (Mali, Burkina Faso, Senegal, etc.), van arribar al Magreb entre els segles XV i XVI per fer de soldats de diverses dinasties de governants del Marroc. Amb el temps, els esclaus alliberats varen formar diverses comunitats.
Actualment es troben al Marroc i a la província de Béchar d'Algèria.

## La música Gnawa
- Repertori de cançons i ritmes espirituals.

- Patrimoni ben conservat que combina poesia ritual amb música i balls tradicionals.
- La música s'interpreta en el marc de les Lila’s (“nits” en àrab) o derdeba’s, Nits de celebració col·lectiva, dedicades a l'oració i la sanació (de trastorns psicològics o picades d'escorpí, per exemple).
- La música és de caràcter hipnòtic, pel seu caràcter i ritme constants i repetitius. Té la funció d'ajudar a arribar al trànsit.

### Instruments

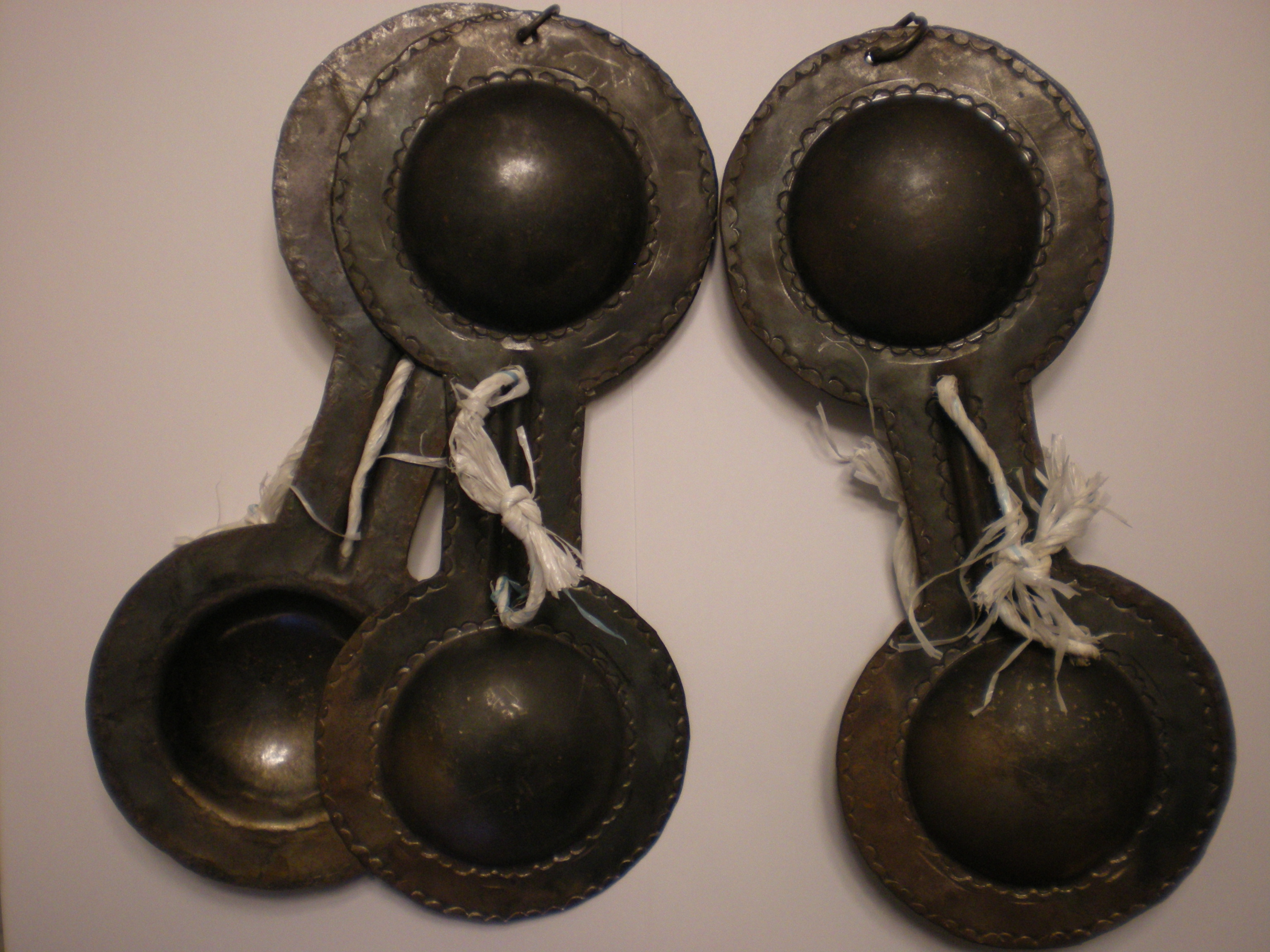
Krakebs

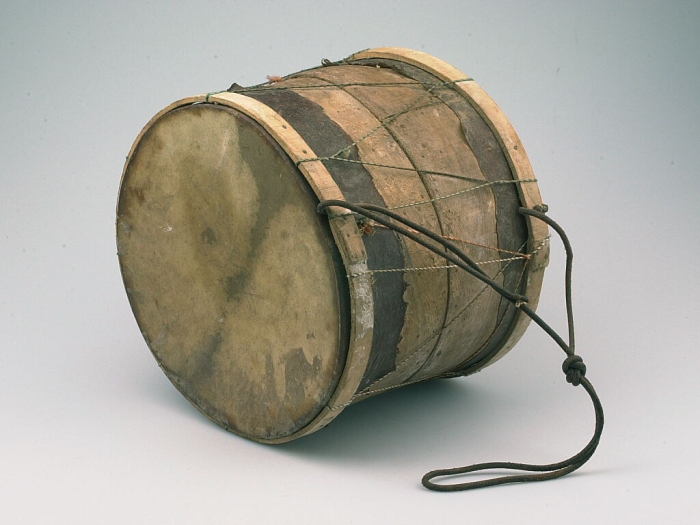
Timbal utilitzat en la música gnawa

- Gimbri, gembri, guembri o sentir: cordòfon de 3 cordes. És tocat pel Gnawa Maalem (mestre), que dirigeix la resta de músics i guia la lila.Gimbri, guembri, gembri o sentir

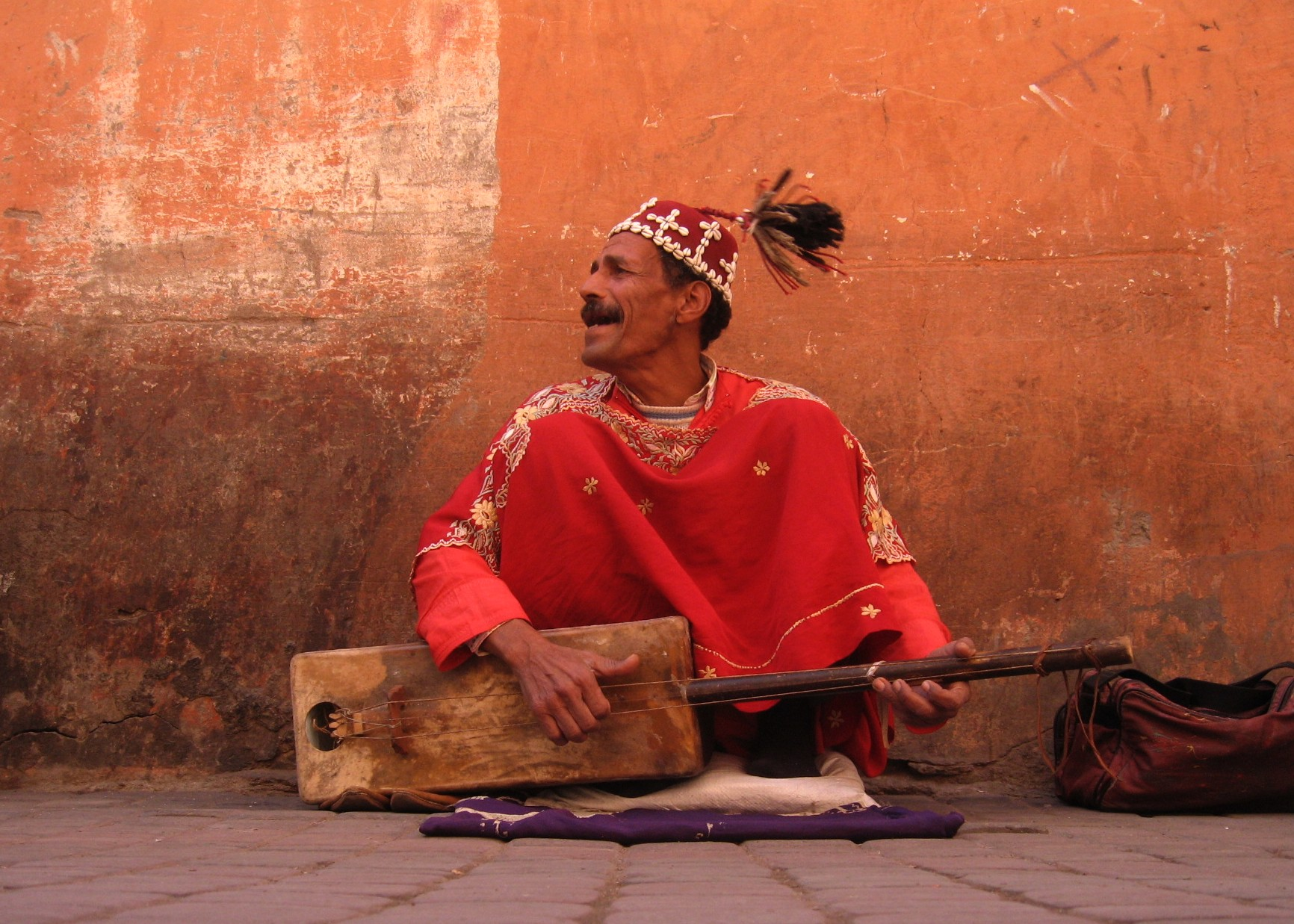
Gimbri, guembri, gembri o sentir

- Càrcabes: idiòfons metàl·lics tocats per la major part dels músics fent patrons rítmics molt repetitius.
- Tbel: membranòfon gran. No hi és sempre.

### Desenvolupament d'una Lila o derdeba[2]
1. Aâda: processó dels adeptes, el Maalem i el seu grup, el/la Moqaddem/a (mestre/a de cerimònies) -que escampa fum d'un braser amb encens i aigua de flor de taronger-. Les joves acompanyen amb espelmes.[v 1]
2. Oulad bambra i Negcha: part profana. Presa de contacte entre músics i assistents, moment de cants i danses.[v 2]
3. Treq: part sagrada. Es purifiquen amb encens les persones i objectes, inclús el guembri. El Maalem interpreta diversos grups de cants, associats a un dels set mluk (esperits/forces sobrenaturals) i colors, amb lloances i demanant la seva ajuda, fins que s'arriba a invocar el mluk que posa el pacient en agitació i el condueix al trànsit. La Moqaddema el cobreix amb una roba del color corresponent i el fumeja amb l'encens. Comença la dansa de possessió fins que l'adepte s'esvaneix i cau en un estat de semiinconsciència.[v 3]

### La música gnawa avui
Es segueixen mantenint les pràctiques tradicionals a nivell privat, però també ha patit un procés de folklorització i de descontextualització, que es manifesta en:
- Concerts i festivals de música Gnawa i TV[v 4][v 5]

- Fusió amb altres estils musicals[v 6][v 7]
- Representacions de lila's per a turistes

## Vídeos
1. ↑  Aâda gnawa: https://www.youtube.com/watch?v=wSBhVrLf4vk
2. ↑  [enllaç sense format] https://www.youtube.com/watch?v=R5VxdGUrz2c
3. ↑  Treq gnawa: https://www.youtube.com/watch?v=GpSKssDIlbI
4. ↑  Concert de música gnawa: https://www.youtube.com/watch?v=NDFmzBganUM
5. ↑  Música gnawa a la televisió: https://www.youtube.com/watch?v=xrl3B8KCUJI
6. ↑  Fusió de gnawa i jazz: https://www.youtube.com/watch?v=nUKjtcfRw60
7. ↑  Gnawa i house: https://www.youtube.com/watch?v=haYhAibOoeA